# Стивенвилл (Техас)
Стивенвилл (англ. Stephenville) — город в США, расположенный в центральной части штата Техас, административный центр округа Ират. По данным переписи за 2010 год число жителей составляло 17 123 человека, по оценке Бюро переписи США в 2018 году в городе проживало 20 396 человек.

## История
Стивенвилл был основан в 1856 году, когда был образован округ Ират, и был назван в честь Джона Стивена, пожертвовавшего землю для города. Набеги команчей и гражданская война препятствовали росту города в первые годы. В 1870 года начался выпуск первой газеты округа, «Texas Pacific». В 1889 году был принят устав города, появились органы местного управления.
Железная дорога Fort Worth and Rio Grande Railway была проведена в Стивенвилл в 1889 году. В 1899 году открылся сельскохозяйственный колледж Джона Тарлтона (нынче Тарлтонский университет). Несмотря на нефтяной бум 1918—1920 годов, крупных месторождений на территории округа обнаружено не было. В 1950-х годах в городе появились маслобойня, инкубаторы, заводы по производству корма для животных, мясокомбинаты, швейная фабрика и питомники животных. В 1980-х годах город производил абразивные материалы с покрытием, одежду, автомобильные запчасти, передвижные дома и электроприборы.

### Неопознанные летающие объекты над Стивенвиллом
8 января 2008 года национальные СМИ сообщили об обращениях десятков жителей Стивенвилла, утверждавших, что они видели НЛО. В то время как одни жители говорили, что объекты в небе были размером с футбольное поле, другие утверждали, что длина НЛО достигала полутора километров, аналогично огням Финикса, замеченным в Аризоне 13 марта 1997 года. Некоторые наблюдатели сообщали о военных самолётах, следовавших за объектом.
Ларри Кинг освещал историю в эфире CNN, в котором частный пилот Стив Аллен утверждал, что объект был размером пол-мили (0,8 км) в ширину и около мили (1,6 км) в длину. Канал History Channel посвятил происшествию один из эпизодов программы «Охотники на НЛО».
Некоторое время военная авиация США отрицала наличие самолётов в небе над Стивенвиллом в день происшествия, однако 23 января признала, что в тот день проходили тренировочные полёты, в которых было задействовано 10 истребителей. Представители авиации утверждали, что это были обычные истребители F-16, летевшие из базы в Форт-Уэрте.
Эмиль Штайнер, блогер «The Washington Post» сообщил о возникновении теории заговора, утверждавшей, что корреспондент местной газеты «Empire-Tribune» Анджелиа Джойнер была уволена из-за публикации истории про НЛО. Автор «Herald Tribute» Билли Кокс писал, что все дальнейшие запросы по поводу произошедшего, сделанные его личным блогом, были заблокированы ВВС США.

## География
Стивенвилл находится в центральной части округа, его координаты: 32°13′15″ с. ш. 98°12′08″ з. д..
Согласно данным бюро переписи США, площадь города составляет около 30,8 км2, практически полностью занятых сушей.

### Климат
Согласно классификации климатов Кёппена, в Стивенвилле преобладает влажный субтропический климат (Cfa).
| Показатель                    | Янв. | Фев. | Март | Апр. | Май  | Июнь | Июль | Авг. | Сен. | Окт. | Нояб. | Дек. | Год  |
| ----------------------------- | ---- | ---- | ---- | ---- | ---- | ---- | ---- | ---- | ---- | ---- | ----- | ---- | ---- |
| Абсолютный максимум, °C       | 18,7 | 21,8 | 24,2 | 27,8 | 31,9 | 36,4 | 38,4 | 37,6 | 35,1 | 29,3 | 24,6  | 20,9 | 38,4 |
| Средний суточный максимум, °C | 12,8 | 15,6 | 20   | 23,9 | 27,8 | 31,7 | 34,4 | 33,9 | 30,6 | 25,6 | 18,9  | 13,9 |      |
| Средняя температура, °C       | 8    | 10,3 | 14,4 | 18,2 | 22,6 | 26,3 | 28,4 | 28,2 | 25   | 19,4 | 13,6  | 9,3  | 18,6 |
| Средний суточный минимум, °C  |      | 3    | 5    | 11   | 16   | 20   | 21   | 21   | 17   | 12   | 5     | 1    | 11   |
| Абсолютный минимум, °C        | −18  | −16  | −12  | −6   | 3    | 12   | 13   | 11   |      | −1   | −11   | −12  | −18  |
| Норма осадков, мм             | 48   | 57   | 72   | 81   | 113  | 90   | 51   | 56   | 83   | 84   | 54    | 49   | 839  |
| Источник: weatherbase.com     |      |      |      |      |      |      |      |      |      |      |       |      |      |

## Население
Согласно переписи населения 2010 года в городе проживало 17 123 человека, было 6733 домохозяйства и 3351 семья. Расовый состав города: 87,2 % — белые, 2,2 % — афроамериканцы, 0,5 % — коренные жители США, 1,2 % — азиаты, 0,1 % (11 человек) — жители Гавайев или Океании, 7,2 % — другие расы, 1,7 % — две и более расы. Число испаноязычных жителей любых рас составило 15,7 %.
Из 6733 домохозяйств, в 25,2 % живут дети младше 18 лет. 37,1 % домохозяйств представляли собой совместно проживающие супружеские пары (16,2 % с детьми младше 18 лет), в 8,8 % домохозяйств женщины проживали без мужей, в 3,9 % домохозяйств мужчины проживали без жён, 50,2 % домохозяйств не являлись семьями. В 33,1 % домохозяйств проживал только один человек, 10,1 % составляли одинокие пожилые люди (старше 65 лет). Средний размер домохозяйства составлял 2,27 человека. Средний размер семьи — 2,99 человека.
Население города по возрастному диапазону распределилось следующим образом: 27,8 % — жители младше 20 лет, 39,2 % находятся в возрасте от 20 до 39, 21,6 % — от 40 до 64, 11,2 % — 65 лет и старше. Средний возраст составляет 25,3 года.
Согласно данным пятилетнего опроса 2018 года, средний доход домохозяйства в Стивенвилле составляет 46 311 долларов США в год, средний доход семьи — 69 444 доллара. Доход на душу населения в городе составляет 22 699 долларов. Около 10,5 % семей и 26,2 % населения находятся за чертой бедности. В том числе 19 % в возрасте до 18 лет и 9,1 % в возрасте 65 и старше.

## Местное управление
Управление городом осуществляется избираемыми мэром и городским советом, состоящим из восьми человек.

## Инфраструктура и транспорт
Через Стивенвилл проходят автомагистрали США 67, 281 и 377, а также автомагистраль 108 штата Техас.
В городе располагается региональный аэропорт Стивенвилл—Кларк. Аэропорт располагает одной взлётно-посадочной полосой длиной 1283 метра. Ближайшим аэропортом, выполняющим коммерческие пассажирские рейсы, является региональный аэропорт Уэйко. Аэропорт находится примерно в 137 километрах к юго-востоку от Стивенвилла.

## Образование
Город обслуживается независимым школьным округом Стивенвилл.
В Стивенвилле базируется Тарлтонский университет. Университет основан в 1899 году, с 1917 года входит в систему Техасских университетов A&M. Университет предлагает более 100 программ высшего образования в областях сельского хозяйства и экологии, управления бизнесом, образования, медицинских и социальных служб, гуманитарных наук и изобразительного искусства, технологии. Осенью 2015 года университет принял 12 326 абитуриентов.

## Экономика
Согласно ежегодному финансовому отчёту города за 2015 год, Стивенвилл владел активами на $92,38 млн, долговые обязательства города составляли $28,39 млн. Доходы города в 2015 году составили $23,08 млн, а расходы — $20,01 млн.
Крупнейшими работодателями в городе являются:
| Работодатель                           | Число работников |
| -------------------------------------- | ---------------- |
| Тарлетонский университет               | 1340             |
| FMC Technologies                       | 580              |
| Saint Gobanin Abrasives                | 452              |
| Walmart                                | 432              |
| Scheiber Foods                         | 400              |
| Texas Health Harris Methodist Hospital | 280              |
| Школьный округ Стивенвилл              | 277              |
| Western Dairy Transport                | 194              |
| Tejas Tubular (Caporal Forging)        | 187              |
| Округ Ират                             | 180              |
| H-E-B                                  | 180              |